# Cristea Chirvăsuță
Cristea Chirvăsuță (n.  ?) a fost un pilot român de aviație, as al Aviației Române din cel de-al Doilea Război Mondial.
Adjutantul av. Cristea Chirvăsuță a fost decorat cu Ordinul „Virtutea Aeronautică” cu spade, clasa Crucea de Aur (16 februarie 1944) „pentru curajul și vitejia dovedită în executarea celor 95 misiuni la inamic, reușind a doborî 5 avioane inamice”.

## Decorații
- Ordinul „Virtutea Aeronautică” cu spade, clasa Crucea de aur cu o baretă (16 februarie 1944)[1]